# ポーコス
ポーコス（古希: Φῶκος, Phōkos）は、ギリシア神話の人物である。アザラシを意味するギリシア語ポーケー（φώκη）の男性名詞。長母音を省略してポコスとも表記される。主に、
- オルニュティオーンの子
- アイアコスの子

の2名が知られている。以下に説明する。

## オルニュティオーンの子
このポーコスはコリントス王シーシュポスの子オルニュティオーンの子で、トアースと兄弟。一説にポーコスはポセイドーンの子。ポーキス地方の名祖。
彼はポーキス地方のティトレアに移住し、これにちなんでその地をポーキスと呼ぶようになった。この移住はアイアコスの子のポーコスよりも一世代前のことだったとされる。
テーバイのアムピーオーンとゼートスはディオニューソスの信女であったディルケーを殺したために、彼らの母アンティオペーはディオニューソスの怒りに触れて気が狂い、ギリシア各地を放浪した。ポーコスはアンティオペーに出会ったとき彼女の狂気を癒し、アンティオペーと結婚した。そこでティトレアにはポーコスとアンティオペーの合葬墓があったが、バキスがテーバイにあるアムピーオーンとゼートスの合葬墓の土をポーコスの墓に運んでくるとティトレアは豊穣に恵まれると予言したため、ティトレアの人々はアムピーオーンとゼートスの墓から土を盗もうとしたという。

## アイアコスの子
このポーコスはアイギーナ島の王アイアコスとプサマテーの子である。ペーレウス、テラモーンの異母弟にあたる。ポーキス王デーイオーンの娘アステロディアーと結婚し、パノペウス、クリーソスの父となった。
ポーコスはアザラシに変身したプサマテーとアイアコスとの間に生まれたと伝えられている。オルニュティオーンの子のポーコスの一世代後にポーキス地方に移住したが、ペーレウスとテラモーンに殺された。エウリーピデースの『アンドロマケー』ではペーレウスによって殺害されたことのみ言及されているが、後代の文献では詳しくより語られている。
ペーレウスとテラモーンは、ポーコスが競技に優れていたためか、あるいは好青年であったポーコスを父アイアコスが溺愛したため、嫉妬してポーコスを殺そうとした。母エンデーイスを喜ばせようとしたともいわれる。
ポーコスは都市を建設しようと考えてポーキスに渡り、その地でイアセウスと親交を結び、指輪を贈られた。しかしポーコスはアイギーナ島に帰ると、ペーレウスとテラモーンに競技に誘われ、円盤投げ競技の最中にテラモーンに円盤を頭に投げつけられて殺された。あるいはペーレウスが石投げ競技の最中にポーコスの頭に石を投げつけて殺したともいわれる。ペーレウスとテラモーンはポーコスの死体を隠したが、事件が明らかとなったとき、アイギーナ島から追放された。またポーコスの子供たちもアイギーナ島を去ったため、アイギーナ島にはアイアコスのほかに王は現れなかった。
なお、シケリアのディオドロスはペーレウスとテラモーンのうちポーコスを殺したのはペーレウスで、円盤投げの最中に起きた不慮の事故であったとしている。